# Bryoceuthospora
Bryoceuthospora là một chi rêu trong họ Pottiaceae.